# The Radio
The Radio var ett rockband från Sverige. Gruppen hade sin storhetstid under 1980-talet.

## Medlemmar
- Jan-Egil Bogwald – sång, gitarr
- Janne Bark – sång, gitarr
- Lars "Fubbe" Furberg – sång, gitarr
- Kenneth Pettersson – basgitarr, sång
- Jan Blom – trummor

## Diskografi
Studioalbum
- 1979 – First Step
- 1981 – Black Paint White Colour
- 1981 – Radiowave [3]
- 1983 – Steppin' on the Cracks [4][5][6]
- 2013 – Voices of the Radio

Singlar
- 1979 – "Victim of the 70's" / "Don't Do Wrong"
- 1981 – "Born a Mystery" / "Living Takes a Broken Heart"
- 1981 – "(Don' Want to Go to No) Disco Party" / "In My Life"
- 1981 – "How Can You Possibly Say" / "Little Girl"
- 1981 – "Spank!" / "The Devil in Me"
- 1981 – "Take Care of the Night" / "Popman"
- 1982 – "Can't Stop" / "Christine"
- 1982 – "Hey Hi Ho" (2 x 7" vinyl singel)
- 1982 – "Hey Hi Ho" / "You Can't See Me"
- 1984 – "Baby I Want You Back" / "Street Survivor"